# Prefektura Okajama

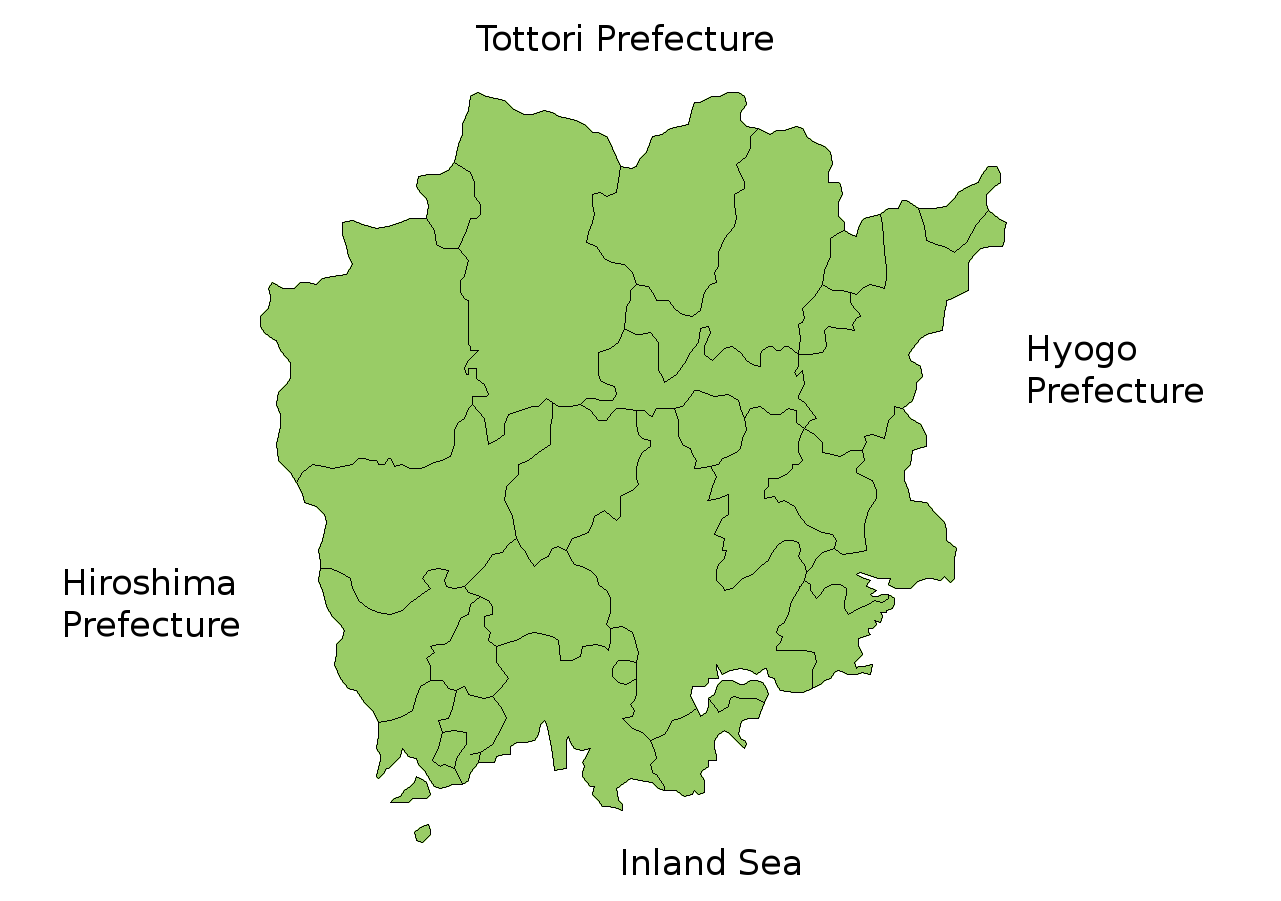
Mapa prefektury Okajama

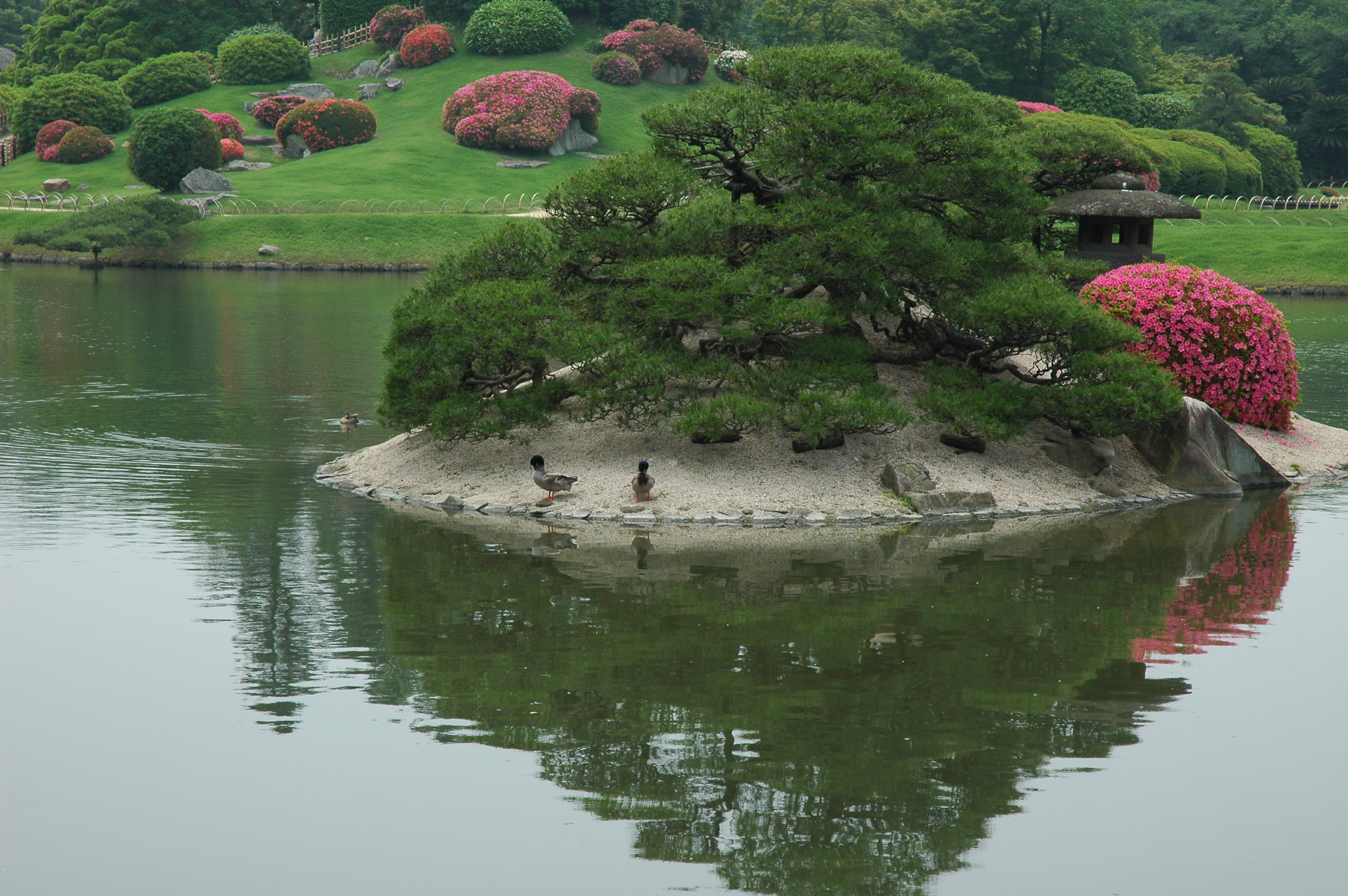
Kóraku-en patří mezi „Tři nejkrásnější zahrady Japonska“

Prefektura Okajama (japonsky 岡山県, Okajama-ken) je jednou ze 47 prefektur Japonska. Nachází se v regionu Čúgoku na ostrově Honšú. Hlavním městem je Okajama.
Prefektura má rozlohu 7 113,21 km² a v květnu 2015 měla 1 920 654 obyvatel.

## Historie
Na území prefektury Okajama se až do reforem Meidži rozkládaly provincie Biččú, Bizen a Mimasaka.

## Geografie
Prefektura Okajama sousedí s prefekturami Hjógo, Tottori a Hirošima. Na její jižní hranici se rozkládá Vnitřní moře, které Okajamu odděluje od prefektury Kagawa na Šikoku. K Okajamě patří asi 90 ostrovů a ostrůvků.
V prefektuře se nachází historické město Kurašiki. Většina obyvatelstva je soustředěna právě kolem Kurašiki a hlavního města Okajama.

### Města
V prefektuře Okajama je 15 velkých měst (市, ši):
| - Akaiwa (赤磐) - Asakuči (浅口) - Bizen (備前) - Cujama (津山) - Ibara (井原) - Kasaoka (笠岡) - Kurašiki (倉敷) - Maniwa (真庭) | - Mimasaka (美作) - Niimi (新見) - Okajama (岡山) (hlavní město) - Setouči (瀬戸内) - Sódža (総社) - Takahaši (高梁) - Tamano (玉野) |

## Zajímavosti
- Kóraku-en (後楽園) v Okajamě je jedna ze „Tří nejkrásnějších zahrad Japonska“
- Hrad Okajama (岡山城) ve městě Okajama